# Zwischen Mitternacht und Morgen
Zwischen Mitternacht und Morgen (Originaltitel: Between Midnight and Dawn) ist ein US-amerikanischer Kriminalfilm aus dem Jahr 1950 von Gordon Douglas mit Mark Stevens und Edmond O’Brien in den Hauptrollen. Der Film noir wurde von Columbia Pictures produziert.

## Handlung
Die Freunde Rocky Barnes und Dan Purvis sind Streifenpolizisten. Dan ist dem Kriminellen Ritchie Garris auf der Spur, kann jedoch nichts ausrichten, da niemand gegen den brutalen Gangster aussagen will. Rocky seinerseits möchte wissen, wer hinter der Stimme steckt, die er nachts im Funk hört. Die Stimme gehört zu Katherine Mallory, der Sekretärin ihres Captains. Rocky und Dan führen Katherine aus und besuchen Garris Nachtclub. Dort bemerken sie, dass der Gangsterboss Leo Cusick von der Ostküste in der Stadt ist. Die Beamten befürchten den Ausbruch eines Bandenkrieges. Rocky und Dan bringen Katherine nach Hause, die ihnen erklärt, dass es keine weiteren Verabredungen geben werde. Sie will nicht das gleiche Schicksal einer Polizistenwitwe erleiden wie ihre Mutter. Die jedoch ermutigt die beiden, indem sie das benachbarte Appartement für sie anmietet.
Cusick beginnt, in der Stadt Kredite zu vergeben. Als ein Mann in der Nähe seines Büros ermordet wird, sind Rocky und Dan die ersten Beamten am Tatort. Schnell machen sie Garris und dessen Handlanger Joe Quist ausfindig. Die Verfolgung hört Katherine über Funk mit. Garris und Quist können verhaftet werden. Garris wird des Mordes für schuldig befunden und verurteilt. Noch im Gerichtssaal schwört er den beiden Polizisten Rache. Katherine hat sich mittlerweile in Rocky verliebt und akzeptiert seinen Heiratsantrag.
Nach einiger Zeit kann Garris aus dem Gefängnis ausbrechen und Rocky töten. Dan beginnt mit der Überwachung von Terry Romaine. Terry war mit Garris zusammen, will aber nichts mehr mit ihm zu tun haben. Um zu verhindern, dass sie ihn verlässt, nimmt Garris die Nachbarstochter Kathy als Geisel. Die Polizei, die Terrys Wohnung mit einer Wanze abgehört hat, umstellt das Gebäude. Garris hält das Mädchen aus dem Fenster und droht, es fallenzulassen. Die Polizei zieht sich zurück, Garris verlässt das Gebäude. Dan setzt Tränengas ein uns schießt auf Garris, der das Feuer erwidert. Terry wirft sich in die Schussbahn und rettet so Dan das Leben, der Garris erschießt. Terrys selbstloses Opfer bringt den bislang zynischen Dan zum Umdenken. Er sieht ein, dass sich Menschen doch zum Besseren wenden können. 

## Produktion

### Hintergrund
Gedreht wurde der Film vom 14. Februar bis zum 23. März 1950 in Los Angeles.

### Stab
Frank A. Tuttle war für das Szenenbild zuständig, Jean Louis für die Kostüme. Verantwortlicher Toningenieur war Russell Malmgren. Morris Stoloff war der musikalische Direktor. 

### Besetzung
In kleinen nicht im Abspann erwähnten Nebenrollen traten James Brown, George DeNormand, Robert Foulk, Billy Gray, Myron Healey und Mary Ellen Kay auf. Ebenfalls unerwähnt blieb Douglas Evans in der Rolle des Captains.

## Veröffentlichung
Die Premiere des Films fand im September 1950 statt. In der Bundesrepublik Deutschland kam er am 12. Oktober 1951 in die Kinos.

## Kritiken
Der Filmkritiken-Aggregator Rotten Tomatoes hat in einer Auswertung ein Publikumsergebnis von 22 Prozent positiver Bewertungen ermittelt.
Das Lexikon des internationalen Films schrieb: „Informativer kleiner Spielfilm.“
Bosley Crowther von der The New York Times beschrieb den Film als explosive Vorführung, die nicht buchstabengetreu informiere, den Zuschauer aber ordentlich unterhalte.